# Abbazia di San Lupo
L'abbazia dei santi Lupolo e Zosimo, successivamente di San Lupo, era un monastero benedettino di Benevento, fondato in età longobarda ed ubicato nel quartiere Triggio. Dopo la soppressione del cenobio nel 1450 e la caduta in disuso, nel tardo XVII secolo il luogo fu commutato in cimitero: per qualche tempo fu chiamato popolarmente cimitero dei Morticelli perché dedicato alla sepoltura dei bambini defunti. Dopo i bombardamenti della seconda guerra mondiale ne rimangono alcuni ruderi.

## Storia

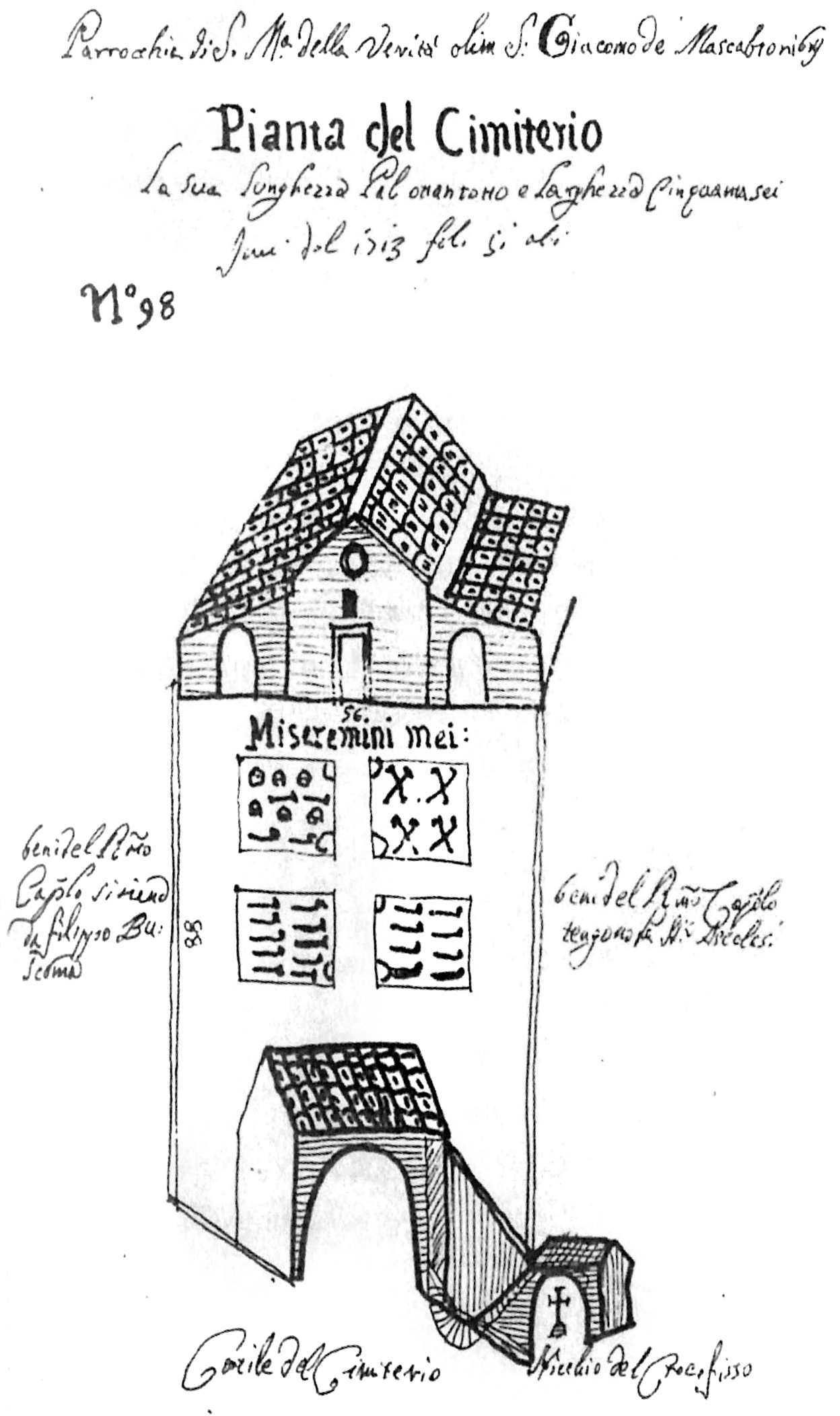
Il cimitero in uno schizzo di Carlo Pedicini del 1712

Il monastero fu costruito nel rione Triggio, coincidente con l'espansione della città murata tardoantica voluta dal duca Arechi II nel VIII secolo.
L'epoca in cui fu istituito è incerta: un passaggio del Chronicon Vulturnense riferisce che, nell'anno 837, una «ecclesiam sanctorum Lupuli et Zosimi» passò dalla giurisdizione dell'abbazia di San Vincenzo al Volturno a quella del principe beneventano Sicardo nell'ambito di una permuta. Un riferimento più certo al monastero si ha però solo nel 949, quando l'abate Giovanni I rivendicava alcuni territori nei pressi di Alife che riteneva usurpati da privati.
Il monastero era stato dedicato a Lupolo, martire capuano, e Zosimo, vescovo di Siracusa; ma nel 1228 (se non già nel secolo precedente) i monaci, dimenticata l'attribuzione originaria, la riconoscevano a san Lupo di Troyes, e tale versione rimase definitiva. Si credette anche che l'abbazia possedesse le spoglie di san Lupo, poi traslate nella Cattedrale..

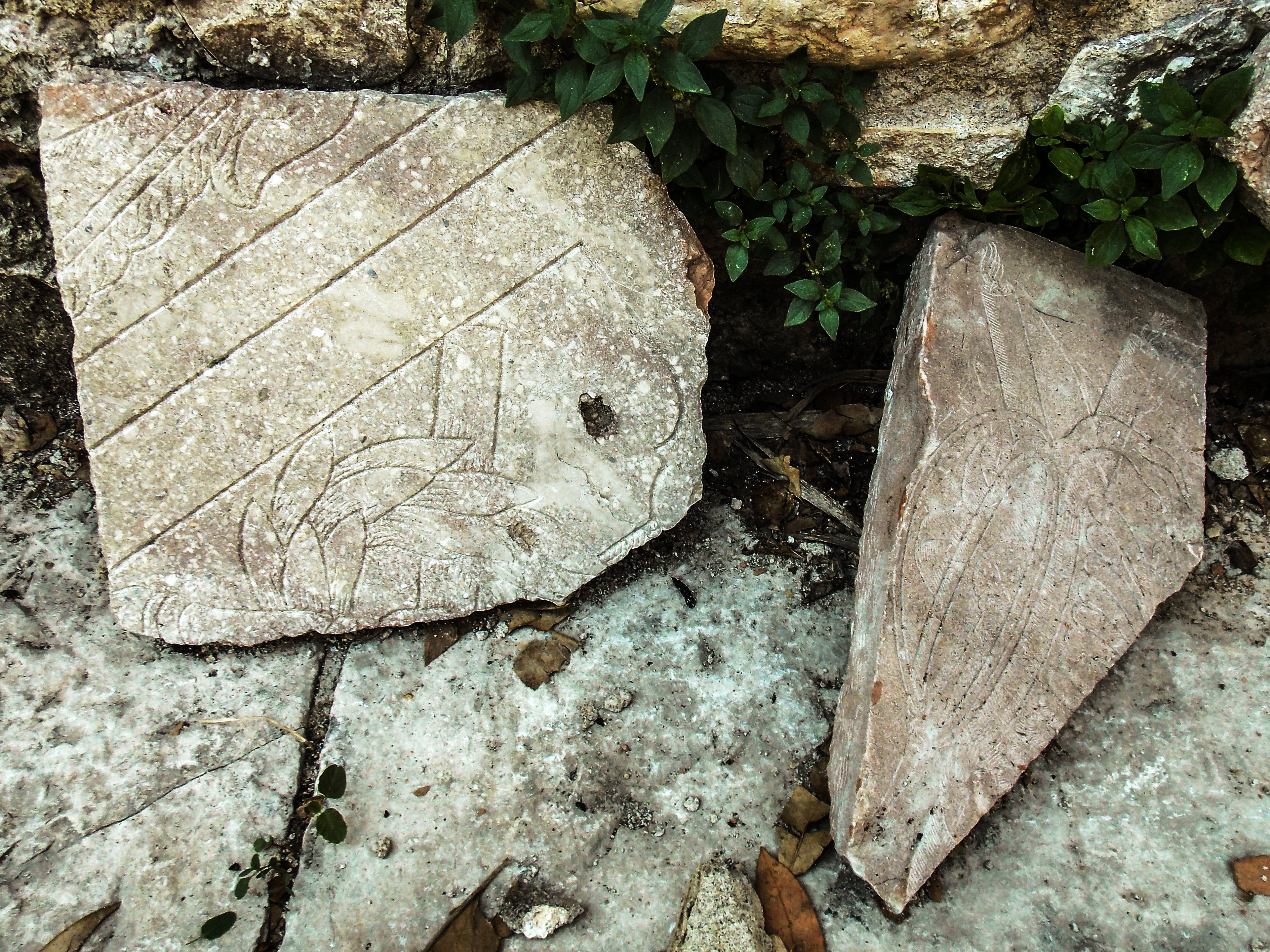
Resti decorati di una lapide funeraria

L'abbazia dei Santi Lupolo e Zosimo godeva formalmente della massima autonomia possibile, in quanto era dipendenza diretta della Sede Apostolica (almeno a partire dall'XI secolo). Tuttavia il monastero fu sempre popolato da un numero modesto di frati. Anche i suoi possedimenti erano sensibilmente meno rilevanti di quelli dei più influenti monasteri beneventani, San Modesto e Santa Sofia (almeno in età tarda, nel XIV secolo); ma la documentazione superstite è troppo carente per tentare una ricostruzione esatta delle fortune dell'abbazia in questione. Nel corso del tempo sono attestati, oltre ad appezzamenti nell'Alifano, dipendenze dell'abbazia a Bojano e nei pressi di San Severo; ma il centro della sua influenza era la porzione orientale della Valle Telesina.
Con un privilegio concesso il 7 ottobre 980, infatti, i principi beneventani Pandolfo I e Landolfo IV autorizzavano il monastero dei Santi Lupolo e Zosimo, retto dall'abate Giovanni II, ad incastellare i gli uomini liberi viventi in terre di proprietà del monastero, nell'insediamento rurale sparso di Ponte di Sant'Anastasia; ed a considerare appieno il futuro borgo come una propria dipendenza. I termini del privilegio sono interessanti, in quanto sono indicativi di un processo pianificato dall'abate per ammodernare l'organizzazione dei fondi e della relativa popolazione: in questo senso sono unici nella loro epoca a livello locale. Sebbene suoni naturale identificare il castello con l'attuale Ponte, ove si trovava l'abbazia di Sant'Anastasia, questo sembra incompatibile con l'esiguità dei terreni che il monastero di San Lupo aveva in zona in epoca tarda. Lo storico Carmelo Lepore ha suggerito invece di identificare il castello con il vicino abitato di San Lupo, il quale era invece indiscutibilmente legato al monastero: il centro ne ha palesemente ereditato il nome (al punto di subire anch'esso la mutazione da Sanctus Lupulus a castrum Sancti Lupi) e le sue due chiese erano grange dell'abbazia, che esercitava giurisdizione temporale sul paese e, in epoca tarda, avrebbe concentrato qui più della metà dei suoi beni.
Nel 1022 l'abate Adelberto venne obbligato a restituire molti beni a San Vincenzo al Volturno. Più in generale, con l'avvento dei Normanni e il tramonto del principato longobardo, il monastero vide tutti i propri possedimenti requisiti, per poi recuperarli sotto gli Svevi. Nel 1198 la chiesa di San Lupo risulta essere parrocchiale.
Nel 1288, in seguito a mancanze nella disciplina monastica, l'abate di Santa Sofia, il guardiano di San Francesco e il priore di San Domenico furono inviati a riformare la comunità di San Lupo.
I documenti sembrano riportare un brusco declino del monastero nel XV secolo: nel 1443 era quasi disabitato e papa Eugenio IV ne decise la soppressione, dando le sue rendite al Capitolo Metropolitano di Benevento. Tuttavia l'esecuzione di tale decisione non fu immediata: fu solo nel 1450 che l'ultimo abate, Leonardo, cedette il suo titolo nelle mani di papa Niccolò V. Si tentò di assegnare il monastero ai Frati Minori Osservanti, che però lo rifiutarono perché fatiscente: così nel 1454 fu annesso definitivamente al Capitolo. I codici appartenenti al monastero furono trasferiti nella Biblioteca capitolare. Il Capitolo rimane proprietario dell'area ove sorgeva il monastero; inoltre, l'istituzione mantenne a lungo anche la giurisdizione temporale sul borgo di San Lupo, ereditata dall'abbazia: solo nel 1818 essa fu devoluta all'arcivescovo di Benevento in base ad un concordato fra Regno di Napoli e Stato Pontificio.

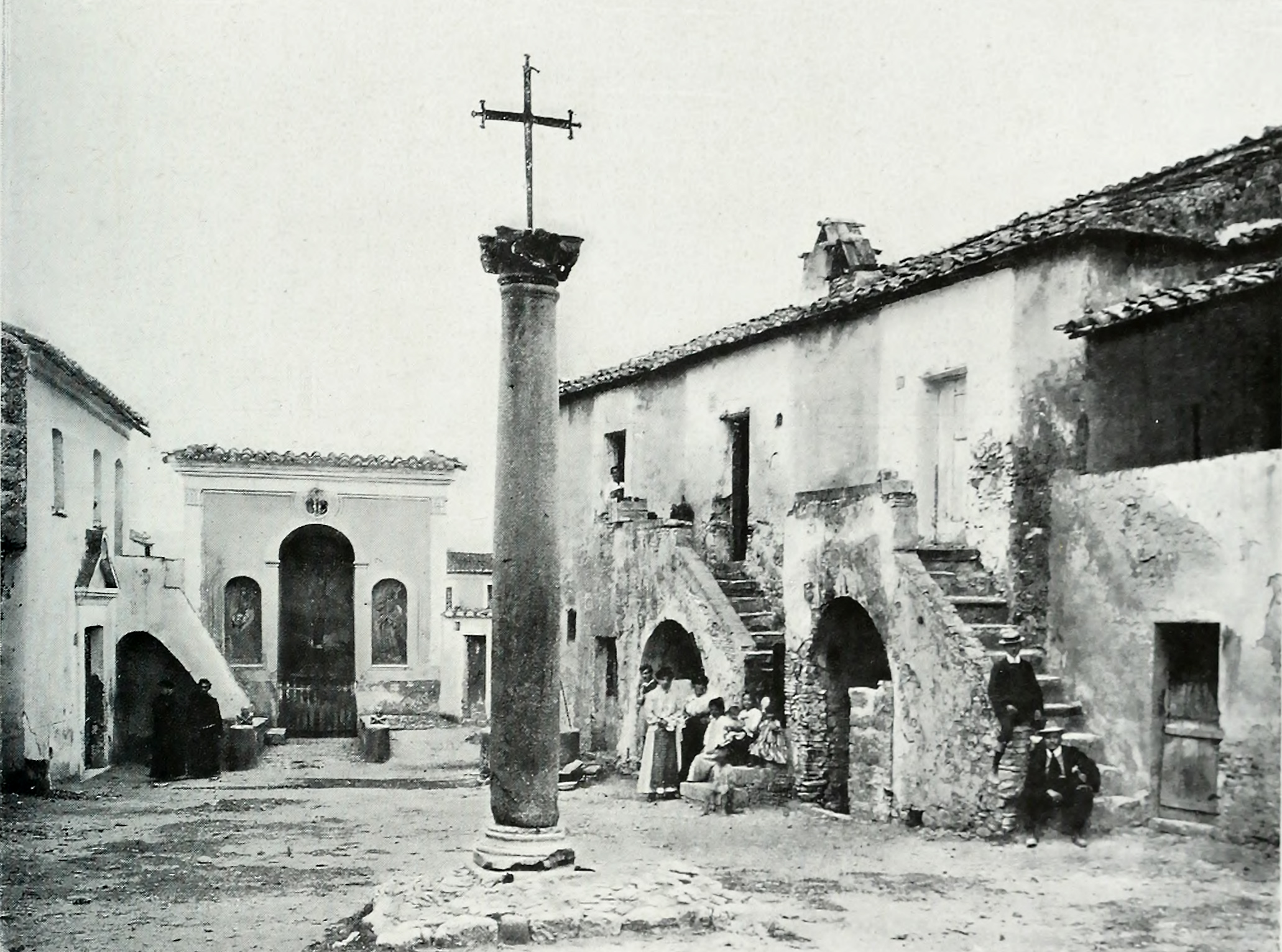
Il largo antistante i Morticelli dal libro di Almerico Meomartini su Benevento del 1909. La colonna di granito esiste ancora oggi, così come l'ingresso al cimitero, che è l'edificio sulla sinistra.

Nel 1579 la chiesa risultava in rovina; nel 1628 venne sconsacrata e poi usata come abitazione privata. L'arcivescovo Vincenzo Maria Orsini, nell'ambito delle opere di ricostruzione della città dopo il terremoto del 1688, pose nell'area un cimitero urbano, e fece costruire una nuova chiesa, ultimata nel 1696. Nel 1792 essa venne restaurata dall'arcivescovo Francesco Maria Banditi; all'incirca nello stesso periodo il cimitero veniva spostato fuori città, nell'area a fianco della nuova chiesa di Santa Clementina; mentre alla vecchia abbazia di San Lupo rimase solo la consuetudine di seppellire i bambini defunti. Nacque così il nome Morticelli, che si estese all'area circostante.
La chiesa fu colpita durante i bombardamenti americani che devastarono parte del centro storico di Benevento fra agosto e settembre 1943. Nel dopoguerra i pochi residui dell'edificio furono definitivamente rasi al suolo, e i resti umani rimasti furono traslati nel cimitero comunale.
I Morticelli caddero così in abbandono, salvo qualche sfruttamento occasionale dell'area per lavori manuali. Nel dicembre 2010 la delegazione di Benevento del Fondo Ambiente Italiano ha ottenuto l'affidamento dell'area per 10 anni.

## I manoscritti

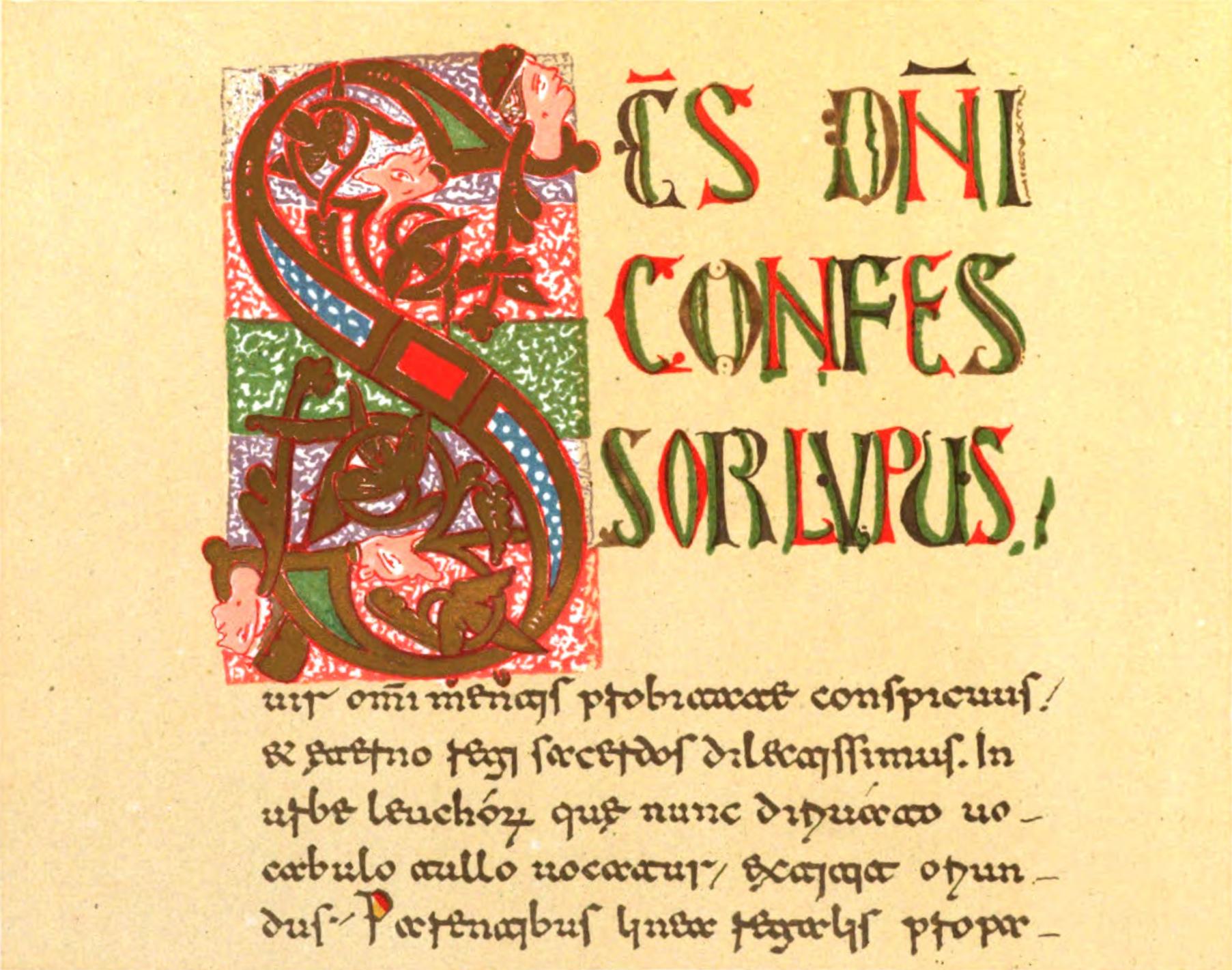
L'inizio della vita di San Lupo nel codice custodito nell'abbazia di Cava. La S iniziale è l'unica ornata in oro in tutto il manoscritto

Sono giunti al giorno d'oggi più codici provenienti dal monastero di San Lupo. Il più notevole fra tutti è il n. 5 dell'archivio dell'abbazia di Cava de' Tirreni, un lezionario del XII secolo, o forse un insieme di brani di più codici di cui non sono apparentemente giunti l'inizio e la fine, per un totale di 120 fogli. «Le iniziali sono piuttosto eleganti, quasi sempre più alte che larghe, ornate di arabeschi o di fiori grossolanamente dipinti.»
Benché lacunoso in alcune parti, il manoscritto è di particolare importanza perché conserva molto del materiale per l'Ufficio divino dedicato a san Lupo di Troyes, ad iniziare da una rara versione della vita del santo, differente in svariati punti da quella più nota, diffusa dai Bollandisti. Tale racconto è preceduto da due brani esclusivi del codice in questione: un sermone di San Lupo ed un inno in suo onore per le processioni, scritto in esametri e pentametri. Nelle pagine successive al racconto della vita è un ulteriore inno per le Lodi, in cui si trovano i versi che sono stati decisivi per l'attribuzione del codice all'abbazia beneventana: «Est quidem [cioè san Lupo] ortus Gallia / Transvectus in Italiam; / De qua resultat Samnia / Sacra complectens pignora»; ancora dedicati al santo francese sono un'alternanza di antifone e responsori. Esse, come il lungo inno processionale, si accompagnano ad un cantus firmus datato al IX o X secolo. Oltre al materiale relativo al santo vescovo francese, nel codice figurano altri sermoni non reperibili altrove, e si notano anche lezioni più corrette ed accurate di materiale meglio noto da altre fonti.
In particolare, i versi dell'inno sopra riportati suggeriscono che l'abbazia beneventana custodisse le spoglie di San Lupo. Tale tradizione va in urto con quella francese e si ritrova ancora nel 1723, quando tali resti dovevano essere nel duomo di Benevento.
Un altro manoscritto, il V. 21 della biblioteca capitolare di Benevento, è un antifonario della fine del XII secolo che mostra varie peculiarità rispetto ai suoi contemporanei di altre zone d'Europa, sia nell'organizzazione della liturgia che nella selezione dei santi da venerare giornalmente.

## Descrizione

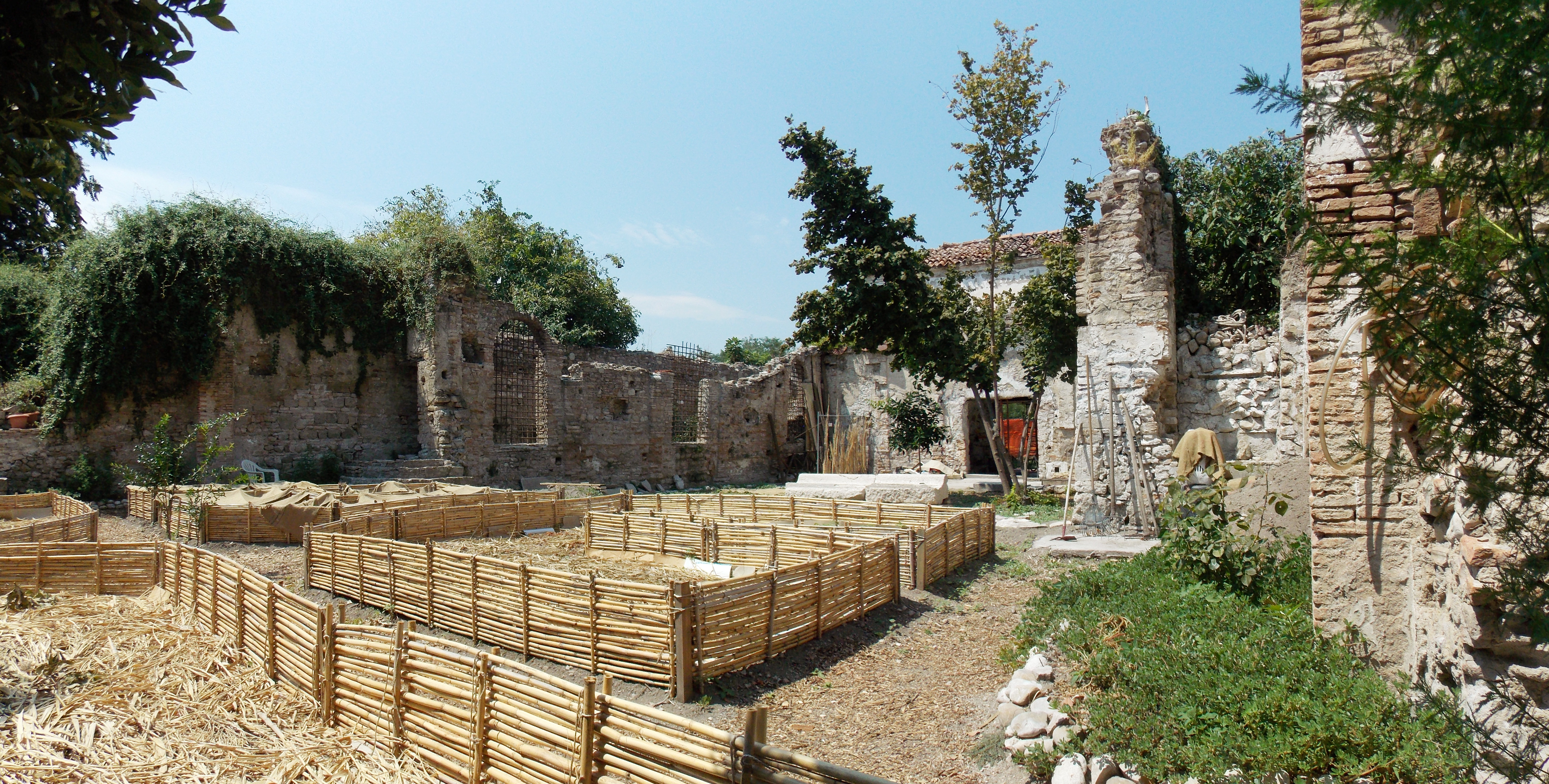
L'interno dell'ex cimitero dei Morticelli nel 2015

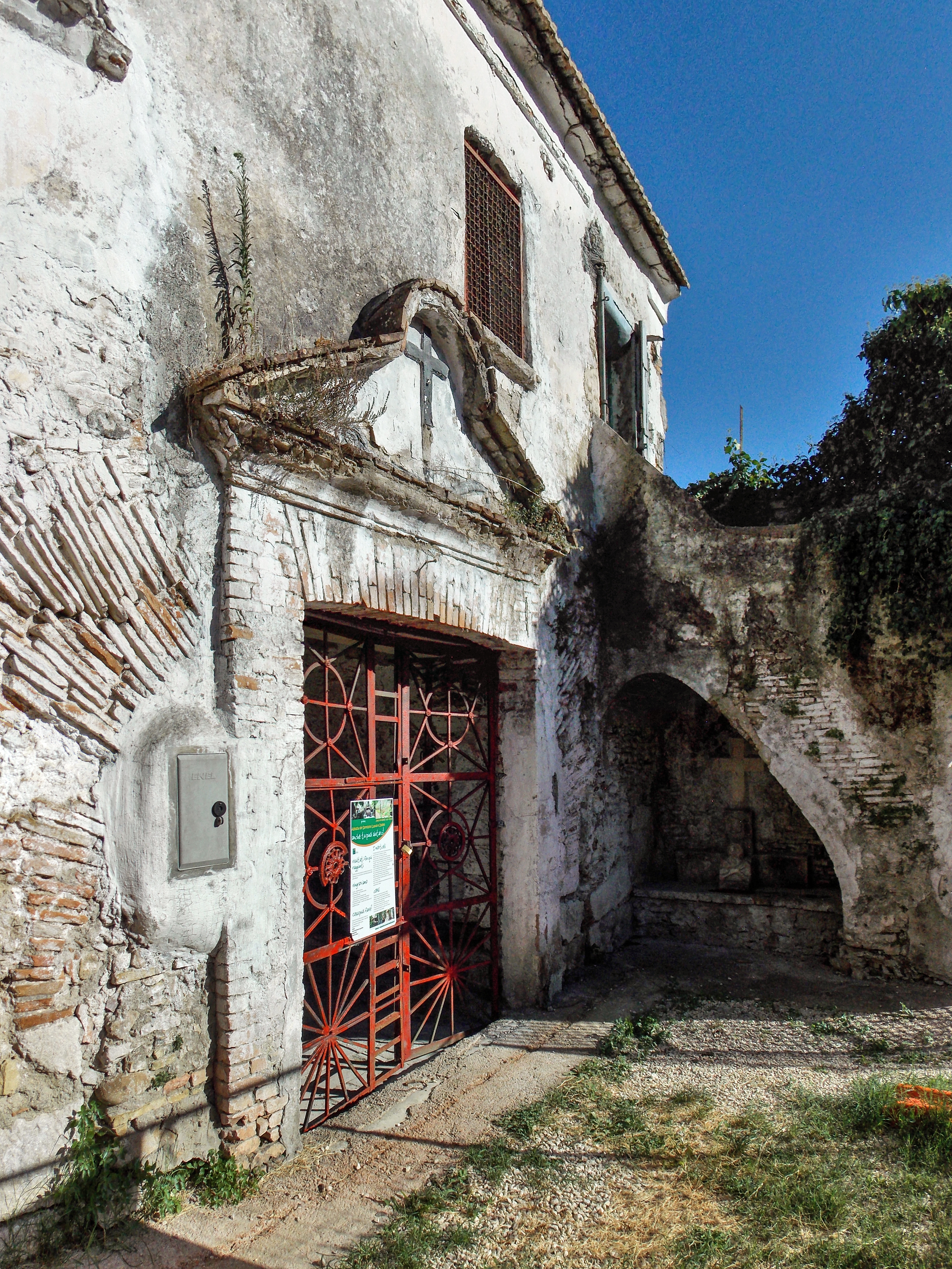
L'ingresso ai Morticelli nel 2014, con una tomba sormontata da un crocefisso nel sottoscala a destra. Da notare che l'ingresso ad arco del disegno di Pedicini, ancora visibile, è stato sostituito da un portale squadrato.

Il sito si trova in fondo ad un largo che si apre a fianco dell'attuale via del Teatro Romano, delimitato da una colonna di granito sormontata da una croce (che potrebbe provenire dal distrutto tempio di Iside). In fondo al piazzale, prima delle distruzioni del 1943, era «una specie di tabernacolo» dipinto. Sulla sua sinistra, un edificio frontale poco profondo, a due piani con una scala esterna, costituisce l'atrio dell'ex cimitero.
Il cimitero e la chiesa orsiniana occupavano insieme un'area rettangolare larga circa 15 m in direzione N-S, con il primo che si estendeva per i 14 m frontali, ad occidente, e la seconda in fondo ad esso profonda ulteriori 13 m circa. I lati settentrionale e meridionale del cimitero erano delimitati da due corridoi che fungevano da ossari; ciascuno presentava una serie di 3 finestre, ancora oggi superstiti, rivolte verso il cimitero. Sui lati esterni di tali corridoi era affissa una serie di lapidi dedicate ai defunti.
Della chiesa orsiniana non rimane praticamente traccia oltre ai conci costituenti il portale, sparsi in più punti del sito. Il luogo di culto aveva una pianta basilicale a 3 navate, di cui quelle laterali sensibilmente più basse di quella centrale, coperte con un tetto a spioventi. In una mappa catastale del XVIII secolo e in foto aeree antecedenti ai bombardamenti sono riconoscibili, in corrispondenza delle navate, tre absidi semicircolari.
La facciata, a capanna, è rappresentata in uno schizzo del 1712 con un portale architravato centrale sormontato da una finestra e da un oblò, con due portali laterali che sembrano invece essere realizzati con archi a tutto sesto. In tempi più recenti, invece, appare solo il portale centrale affiancato da due finestre, e non figura l'oblò. Una lapide all'interno commemorava il restauro da parte dell'arcivescovo Banditi.
L'area abitativa del monastero corrisponde ad un edificio con cortile interno, oggi costituito da abitazioni private, sul fianco sinistro della chiesa. Ulteriori ambienti sotterranei con soffitto a volta sono visibili sul fianco destro dell'ingresso ai Morticelli, dietro il tabernacolo distrutto.
Lo studioso di architettura Silvio Carella ritiene che la configurazione data al luogo sotto Orsini abbia riutilizzato ampiamente i resti precedenti. È probabile che la pianta basilicale della chiesa sia stata ereditata da quella originaria, la quale forse era più lunga ed occupava anche l'area poi adibita a cimitero. Due serie di pilastri o colonne avrebbero diviso la navata centrale dalle laterali. D'altra parte, Carella nota anche che i portali ad arco sopra citati potrebbero far pensare ad una preesistenza riutilizzata quando fu costruita la chiesa orsiniana: in tal caso, quest'ultima sarebbe sorta esattamente sulla stessa pianta di quella precedente. Una chiesa come nella prima ipotesi sarebbe tipica dell'architettura altomedievale; tuttavia anche la seconda possibilità si ricollega ad attestazioni di chiese di quell'epoca a pianta pressoché quadrata.